# Équipe d'Argentine féminine de handball
Maillots
Dernière mise à jour : 4 mars 2024.
L'équipe d'Argentine féminine de handball représente la Confédération argentine de handball lors des compétitions internationales, notamment aux tournois olympiques et aux championnats du monde.

## Palmarès
Jeux panaméricains
- : 2003, 2011, 2015, 2019
- : 2007

Championnat panaméricain
- : 2009
- : 2003, 2005, 2007, 2011, 2013, 2017
- : 1999, 2015

Jeux sud-américains (en)
- : 2006, 2010
- : 2002, 2014, 2018
- : 2022

Championnat d'Amérique du Sud et centrale
- : 2018, 2021

## Parcours détaillé
| Jeux olympiques - 1976 à 2012 : non qualifié - 2016 : 12e place - 2020 : non qualifié - 2024 : qualifications en cours Championnat du monde - 1999 : 24e place - 2003 : 22e place - 2005 : 20e place - 2007 : 20e place - 2009 : 19e place - 2011 : 23e place - 2013 : 19e place - 2015 : 18e place - 2017 : 23e place - 2019 : 16e place - 2021 : 21e place - 2023 : 20e place | Jeux panaméricains - 1987 : 5e place - 1995 : 5e place - 1999 : 6e place - 2003 : Vice-champion - 2007 : 3e place - 2011 : Vice-champion - 2015 : Vice-champion - 2019 : Vice-champion - 2023 : Vice-champion | Championnats panaméricains - 1986 : 4e place - 1989 : non qualifié - 1991 : 4e place - 1997 : 4e place - 1999 : 3e place - 2000 : 4e place - 2003 : Vice-champion - 2005 : Vice-champion - 2007 : Vice-champion - 2009 : Champion - 2011 : Vice-champion - 2013 : Vice-champion - 2015 : 3e place - 2017 : Vice-champion | Jeux sud-américains - 2002 : Vice-champion - 2006 : Champion - 2010 : Champion - 2014 : Vice-champion - 2018 : Vice-champion - 2022 : 3e place Championnat d'Amérique du Sud et centrale - 2018 : Vice-champion - 2021 : Vice-champion - 2022 : Vice-champion |

## Personnalités liés à la sélection

### Joueuses
- Marisol Carratú, gardienne de but
- Valentina Kogan, gardienne de but
- Luciana Mendoza, meilleure marqueuse[1]
- Antonela Mena, joueuse la plus capée[1]